# Campionats del Món de judo de 2015
Els Campionats del Món de judo de 2015 van celebrar-se a Astana, al Kazakhstan, entre el 24 i el 30 d'agost de 2015. La seu es va establir a l'Alau Ice Palace.

## Calendari
Tots els horaris estan en hora local (UTC+06:00).
| Data     | Hora  | Detalls         |
| -------- | ----- | --------------- |
| 24 agost | 11:00 | Masculí −60 kg  |
| 24 agost | 11:00 | Femení −48 kg   |
| 25 agost | 11:00 | Masculí −66 kg  |
| 25 agost | 11:00 | Femení −52 kg   |
| 26 agost | 11:00 | Masculí −73 kg  |
| 26 agost | 11:00 | Femení −57 kg   |
| 27 agost | 11:00 | Masculí −81 kg  |
| 27 agost | 11:00 | Femení −63 kg   |
| 28 agost | 11:00 | Masculí −90 kg  |
| 28 agost | 11:00 | Femení −70 kg   |
| 28 agost | 11:00 | Femení −78 kg   |
| 29 agost | 11:00 | Masculí −100 kg |
| 29 agost | 11:00 | Masculí +100 kg |
| 29 agost | 11:00 | Femení +78 kg   |
| 30 agost | 10:00 | Equips masculí  |
| 30 agost | 10:00 | Equips femení   |

## Medaller

### Classificació
*   Amfitrió
| Pos.  | País            | Or | Plata | Bronze | Total |
| 1     | Japó            | 8  | 4     | 5      | 17    |
| 2     | França          | 2  | 2     | 2      | 6     |
| 3     | Corea del Sud   | 2  | 1     | 3      | 6     |
| 4     | Kazakhstan*     | 1  | 1     | 0      | 2     |
| 4     | Eslovènia       | 1  | 1     | 0      | 2     |
| 6     | Argentina       | 1  | 0     | 0      | 1     |
| 6     | R.P. de la Xina | 1  | 0     | 0      | 1     |
| 8     | Rússia          | 0  | 2     | 1      | 3     |
| 9     | Romania         | 0  | 2     | 0      | 2     |
| 10    | Alemanya        | 0  | 1     | 3      | 4     |
| 11    | Polònia         | 0  | 1     | 0      | 1     |
| 11    | Espanya         | 0  | 1     | 0      | 1     |
| 13    | Mongòlia        | 0  | 0     | 4      | 4     |
| 14    | Geòrgia         | 0  | 0     | 3      | 3     |
| 15    | Brasil          | 0  | 0     | 2      | 2     |
| 16    | Bèlgica         | 0  | 0     | 1      | 1     |
| 16    | Belarús         | 0  | 0     | 1      | 1     |
| 16    | Canadà          | 0  | 0     | 1      | 1     |
| 16    | Colòmbia        | 0  | 0     | 1      | 1     |
| 16    | Cuba            | 0  | 0     | 1      | 1     |
| 16    | Israel          | 0  | 0     | 1      | 1     |
| 16    | Països Baixos   | 0  | 0     | 1      | 1     |
| 16    | Ucraïna         | 0  | 0     | 1      | 1     |
| 16    | Uzbekistan      | 0  | 0     | 1      | 1     |
| Total | Total           | 16 | 16    | 32     | 64    |

### Categoria masculina
| Event                     | Or                    | Plata                   | Bronze                        |
| Extra-lightweight (60 kg) | Yeldos Smetov (KAZ)   | Rustam Ibrayev (KAZ)    | Toru Shishime (JPN)           |
| Extra-lightweight (60 kg) | Yeldos Smetov (KAZ)   | Rustam Ibrayev (KAZ)    | Kim Won-jin (KOR)             |
| Half-lightweight (66 kg)  | An Ba-ul (KOR)        | Mikhail Pulyaev (RUS)   | Golan Pollack (ISR)           |
| Half-lightweight (66 kg)  | An Ba-ul (KOR)        | Mikhail Pulyaev (RUS)   | Rishod Sobirov (UZB)          |
| Lightweight (73 kg)       | Shohei Ono (JPN)      | Riki Nakaya (JPN)       | Sainjargalyn Nyam-Ochir (MGL) |
| Lightweight (73 kg)       | Shohei Ono (JPN)      | Riki Nakaya (JPN)       | An Chang-rim (KOR)            |
| Half-middleweight (81 kg) | Takanori Nagase (JPN) | Loïc Pietri (FRA)       | Antoine Valois-Fortier (CAN)  |
| Half-middleweight (81 kg) | Takanori Nagase (JPN) | Loïc Pietri (FRA)       | Victor Penalber (BRA)         |
| Middleweight (90 kg)      | Gwak Dong-han (KOR)   | Kirill Denisov (RUS)    | Varlam Liparteliani (GEO)     |
| Middleweight (90 kg)      | Gwak Dong-han (KOR)   | Kirill Denisov (RUS)    | Mashu Baker (JPN)             |
| Half-heavyweight (100 kg) | Ryunosuke Haga (JPN)  | Karl-Richard Frey (GER) | Toma Nikiforov (BEL)          |
| Half-heavyweight (100 kg) | Ryunosuke Haga (JPN)  | Karl-Richard Frey (GER) | Dimitri Peters (GER)          |
| Heavyweight (+100 kg)     | Teddy Riner (FRA)     | Ryu Shichinohe (JPN)    | Adam Okruashvili (GEO)        |
| Heavyweight (+100 kg)     | Teddy Riner (FRA)     | Ryu Shichinohe (JPN)    | Iakiv Khammo (UKR)            |
| Equips                    | Japó                  | Corea del Sud           | Geòrgia                       |
| Equips                    | Japó                  | Corea del Sud           | Mongòlia                      |

### Categoria femenina
| Event                     | Or                    | Plata                     | Bronze                           |
| Extra-lightweight (48 kg) | Paula Pareto (ARG)    | Haruna Asami (JPN)        | Jeong Bo-kyeong (KOR)            |
| Extra-lightweight (48 kg) | Paula Pareto (ARG)    | Haruna Asami (JPN)        | Ami Kondo (JPN)                  |
| Half-lightweight (52 kg)  | Misato Nakamura (JPN) | Andreea Chițu (ROU)       | Érika Miranda (BRA)              |
| Half-lightweight (52 kg)  | Misato Nakamura (JPN) | Andreea Chițu (ROU)       | Darya Skrypnik (BLR)             |
| Lightweight (57 kg)       | Kaori Matsumoto (JPN) | Corina Căprioriu (ROU)    | Automne Pavia (FRA)              |
| Lightweight (57 kg)       | Kaori Matsumoto (JPN) | Corina Căprioriu (ROU)    | Dorjsürengiin Sumiyaa (MGL)      |
| Half-middleweight (63 kg) | Tina Trstenjak (SLO)  | Clarisse Agbegnenou (FRA) | Tsedevsürengiin Mönkhzayaa (MGL) |
| Half-middleweight (63 kg) | Tina Trstenjak (SLO)  | Clarisse Agbegnenou (FRA) | Miku Tashiro (JPN)               |
| Middleweight (70 kg)      | Gévrise Émane (FRA)   | María Bernabéu (ESP)      | Fanny Posvite (FRA)              |
| Middleweight (70 kg)      | Gévrise Émane (FRA)   | María Bernabéu (ESP)      | Yuri Alvear (COL)                |
| Half-heavyweight (78 kg)  | Mami Umeki (JPN)      | Anamari Velenšek (SLO)    | Luise Malzahn (GER)              |
| Half-heavyweight (78 kg)  | Mami Umeki (JPN)      | Anamari Velenšek (SLO)    | Marhinde Verkerk (NED)           |
| Heavyweight (+78 kg)      | Yu Song (CHN)         | Megumi Tachimoto (JPN)    | Kanae Yamabe (JPN)               |
| Heavyweight (+78 kg)      | Yu Song (CHN)         | Megumi Tachimoto (JPN)    | Idalys Ortiz (CUB)               |
| Equips                    | Japó                  | Polònia                   | Alemanya                         |
| Equips                    | Japó                  | Polònia                   | Rússia                           |